# Нилов, Иван Дмитриевич
Иван Дмитриевич Нилов (31 января 1859 — 19 октября 1933) — генерал-лейтенант Российской императорской армии, участник Первой мировой войны и Гражданской войны в России. Кавалер Георгиевского оружия. Участник Белого движения, после его поражения эмигрировал во Францию.

## Биография
Родился 31 января 1859 года в дворянской семье Ниловых. По вероисповеданию был православным. Окончил приготовительный пансион юнкеров при Николаевском кавалерийском училище.
2 августа 1877 года вступил в службу в Российскую императорскую армию. В 1879 году окончил Николаевское кавалерийское училище, откуда был выпущен в Уланский Его Величества лейб-гвардии полк в чине корнета со старшинством с 8 сентября 1879 года. 1 января 1885 года получил старшинство в чине поручика. С 22 декабря 1889 года по 23 июля 1890 года находился в запасе, а с 23 июля 1890 года по 11 мая 1893 года находился в отставке.28 августа 1892 года получил старшинство в чине штабс-ротмистра. 23 апреля 1895 года получил старшинство в чине ротмистра, затем был переименован в подполковники. В 1905 году «за отличие» был произведен в полковники, со старшинством с 5 октября 1904 года. Начальник отделения кадра № 2 гвардейского кавалерийского запаса. С 6 октября 1905 года по 21 мая 1912 года был командиром 1-го гусарского Сумского полка. В 1912 году «за отличие» был произведен в генерал-майоры, со старшинством с 21 мая того же года. 21 мая 1912 года был назначен командиром 2-й бригады 1-й кавалерийской дивизии.
В августе 1914 года принимал участие в походе в Восточную Пруссию. До 26 апреля 1916 года был командиром 2-й бригады 15-й кавалерийской дивизии. С 26 апреля 1916 года по 18 апреля 1917 года был командующим 5-й кавалерийской дивизии. В 1917 году был произведен в генерал-лейтенанты.
Принимал участие в Белом движении. Затем эмигрировал во Францию. Скончался 19 октября 1933 года в Ницце. Был похоронен на Русском кладбище Кокад.

## Награды
Иван Дмитриевич Нилов был пожалован следующими наградами:
- Георгиевское оружие (22 сентября 1914) — «за удержание неприятеля до прихода пехоты в районе сел. Рачки»;
- Орден Святого Владимира 3-й степени (1909); мечи к ордену (20 мая 1915);
- Орден Святой Анны 1-й степени с мечами (1 июня 1915);
- Орден Святого Станислава 1-й степени с мечами (13 октября 1914);
- Орден Святого Станислава 3-й степени (1902).